# Dendrobium planibulbe
Dendrobium planibulbe är en orkidéart som beskrevs av John Lindley. Dendrobium planibulbe ingår i släktet Dendrobium, och familjen orkidéer. Inga underarter finns listade i Catalogue of Life.